# Euphysora furcata
Euphysora furcata är en nässeldjursart som beskrevs av Paul Torben Lassenius Kramp 1948. Euphysora furcata ingår i släktet Euphysora och familjen Corymorphidae. Inga underarter finns listade i Catalogue of Life.